# Pieczysko
Pieczysko (deutsch Pieczisko, 1935 bis 1945 Waldofen) ist ein kleiner Ort in der polnischen Woiwodschaft Ermland-Masuren und gehört zur Gmina Ruciane-Nida (Stadt- und Landgemeinde Rudczanny-, 1938 bis 1945 Niedersee-Nieden) im Powiat Piski (Kreis Johannisburg).

## Geographische Lage
Der Weiler (polnisch Osada) Pieczysko liegt im Osten der Johannisburger Heide (polnisch Puszcza Piska) in der südöstlichen Woiwodschaft Ermland-Masuren, zehn Kilometer südwestlich der Kreisstadt Pisz (deutsch Johannisburg).

## Geschichte
Der kleine nach 1785 Pietzisko, vor 1818 Pietziskow und nach 1898 Pieczisko genannte Ort bestand aus einer Försterei und dazugehörigen kleinen Höfen und war bis 1945 ein Wohnplatz innerhalb der Landgemeinde Wiartel ((Groß) Wiartel) im Kreis Johannisburg in der Provinz Ostpreußen. Im Jahr 1905 zählte er 42 Einwohner in sechs Häusern. Am 9. Juni 1935 änderte sich der Ortsname in „Waldofen“ bzw. Forst Waldofen.
Mit dem gesamten südlichen Ostpreußen kam der Ort 1945 in Kriegsfolge zu Polen und erhielt die polnische Namensform „Pieczysko“. Heute ist es eine Ortschaft im Verbund der Stadt- und Landgemeinde Ruciane-Nida im Powiat Piski, bis 1998 der Woiwodschaft Suwałki, seither der Woiwodschaft Ermland-Masuren zugehörig.

## Kirche
Bis 1945 war Pieczisko in die evangelische Kirche Johannisburg in der Kirchenprovinz Ostpreußen der Kirche der Altpreußischen Union sowie in die römisch-katholische Kirche Johannisburg im Bistum Ermland eingepfarrt.
Heute gehört Pieczysko katholischerseits zur Pfarrkirche Wiartel ((Groß) Wiartel) im Bistum Ełk der Römisch-katholischen Kirche in Polen. Die evangelischen Einwohner halten sich zur Kirchengemeinde in Pisz in der Diözese Masuren der Evangelisch-Augsburgischen Kirche in Polen.

## Verkehr
Pieczysko liegt an einer Nebenstraße, die von Ruciane-Nida über Szeroki Bór (Breitenheide) und Wiartel bis nach Łacha in der Woiwodschaft Masowien verläuft. 